# Grafo singleton
En teoría de grafos, el grafo singleton es, junto con el grafo nulo, uno de los dos denominados grafos triviales. Posee 0 aristas y 1 vértice.
El grafo singleton es un grafo completo, y es utilizado normalmente para comenzar una inducción matemática, o para buscar contraejemplos de una proposición dada.